# Ija (mitologija)
Io (grč. Ίώ, Iố) djevojka je u grčkoj mitologiji u koju je bio zaljubljen Zeus.

## Mitologija
Jednoga je dana Zeus primijetio Iju koju je istoga trenutka poželio. Obavio ju je oblacima da bi je sakrio od svoje ljubomorne žene Here. Hera je svejedno došla provjeriti vara li je njezin muž. Zeus je pokušao sakriti svoju prijevaru tako što je sebe pretvorio u bijeli oblak, a Iju u prekrasnu bijelu junicu. No, Hera je prozrela prijevaru i zahtijevala junicu kao dar. Nemoćni je Zeus pristao, a Hera ju je potom dala Argu da bi je razdvojila od Zeusa. Zeus je potom zapovjedio Hermesu da ubije Arga, a to je on i učinio tako što je uspavao svih njegovih stotinu očiju. Ija je puštena na slobodu.
Hera je poslala obada da ubode i muči Iju koja je lutala zemljom. Ija je s vremenom prešla preko prolaza koji je po njoj nazvan Bospor ("juničin prolaz"), a ondje se susrela i s Prometejem (pročitati: Eshil: Okovani Prometej). Prometej je bio prikovan za stijenu jer ga je Zeus kaznio zbog toga što je donio vatru smrtnicima. Bez obzira na svoje muke, tješio je Iju i rekao joj da će se vratiti u ljudsko obličje te postati predak najvećeg junaka - Herakla.
Zatim je prošla preko mora koje je po njoj nazvano Jonsko more, a na posljetku je stigla do Egipta, tadašnjeg "kraja svijeta", gdje su je Egipćani obožavali kao božicu, a Zeus joj je vratio ljudsko obličje. Ovdje je rodila njegova sina Epafa, a vjenčala se s egipatskim kraljem Telegonom.

## Vanjske poveznice
- Ija u klasičnoj literaturi i umjetnosti  Arhivirana inačica izvorne stranice od 30. rujna 2007. (Wayback Machine) (engl.)
- Ija u grčkoj mitologiji (engl.)